# Vítor Meira
Vítor Meira (Brasília, 27 de março de 1977) é um piloto automobilístico brasileiro.
Campeão em 2000 da Fórmula 3 Sul-americana, Meira corre na IndyCar Series desde 2003.Correu na equipe A.J. Foyt Enterprises, sofreu um sério acidente nas 500 Milhas de Indianápolis de 2009 e ficou de fora de várias corridas. Foi liberado pelos médicos para disputar a última etapa, a corrida de Homestead, porém devido a problemas contratuais não poderá correr na etapa final de 2009 e voltará somente em 2010 pela A.J. Foyt Enterprises. Disputou uma das etapas da temporada 2006-07 da A1 Grand Prix.
Em 2012,deixa IndyCar Series e passa a correr na Stock Car Brasil.

## Resultados

### IndyCar Series
| Ano  | Equipe          | 1       | 2       | 3        | 4        | 5       | 6       | 7       | 8       | 9       | 10      | 11      | 12      | 13      | 14      | 15      | 16      | 17      | 18       | Pos  | Pts |
| ---- | --------------- | ------- | ------- | -------- | -------- | ------- | ------- | ------- | ------- | ------- | ------- | ------- | ------- | ------- | ------- | ------- | ------- | ------- | -------- | ---- | --- |
| 2002 | Menard          | HMS     | PHX     | FON      | NZR      | IND     | TXS     | PPIR    | RIR     | KAN     | NSH     | MIS     | KTY 15  | STL 9   | CHI 8   | TX2 3   |         |         |          | 25º  | 96  |
| 2003 | Menard          | HMS DNP | PHX DNP | MOT DNP  | IND 12   | TXS 12  | PPIR 16 | RIR Ret | KAN Ret | NSH Ret | MIS Ret | STL 9   | KTY DNS | NZR DNP | CHI DNP | FON 11  | TX2 4   |         |          | 22º  | 170 |
| 2004 | Rahal Letterman | HMS DNP | PHX DNP | MOT Ret  | IND 6    | TXS 6   | RIR 2   | KAN 2   | NSH 12  | MIL 5   | MIS 5   | KTY 7   | PPIR 7  | NZR 10  | CHI 5   | FON Ret | TX2 4   |         |          | 8º   | 376 |
| 2005 | Rahal Letterman | HMS 4   | PHX 11  | STP 5    | MOT 15   | IND 2   | TXS 9   | RIR Ret | KAN 3   | NSH Ret | MIL 9   | MIS Ret | KTY 2   | PPIR 5  | SNM 9   | CHI 7   | WGL Ret | FON 3   |          | 7º   | 422 |
| 2006 | Panther         | HMS Ret | STP 5   | MOT 10   | IND 10   | WGL 2   | TXS 6   | RIR 2   | KAN 3   | NSH 3   | MIL Ret | MIS 2   | KTY 6   | SNM 3   | CHI 6   |         |         |         |          | 5º   | 411 |
| 2007 | Panther         | HMS 4   | STP 16  | MOT Ret  | KAN 8    | IND 10  | MIL 5   | TXS 5   | IOW Ret | RIR 9   | WGL 17  | NSH 10  | MDO Ret | MIS Ret | KTY 10  | SNM 9   | DET Ret | CHI Ret |          | 12º  | 334 |
| 2008 | Panther         | HMS 10  | STP Ret | MOT1 Ret | LBH1 DNP | KAN Ret | IND 2   | MIL Ret | TXS 7   | IOW 15  | RIR Ret | WGL Ret | NSH 6   | MDO 6   | EDM 19  | KTY 4   | SNM 7   | DET 17  | SRF2 Ret | 13º  | 324 |
| 2009 | Foyt            | STP 9   | LBH 14  | KAN Ret  | IND Ret  | MIL Inj | TXS Inj | IOW Inj | RIR Inj | WGL Inj | TOR Inj | EDM Inj | KTY Inj | MDO Inj | SNM Inj | CHI Inj | MOT Inj | HMS Inj |          | 28º  | 62  |
| 2010 | Foyt            | SPO 3   | STP 15  | ALA 18   | LBH 11   | KAN     | IND     | TXS     | IOW     | WGL     | TOR     | EDM     | MDO     | SNM     | CHI     | KTY     | MOT     | HMS     |          | 11º3 | 813 |

1 Provas aconteceram no mesmo dia.
2 Prova não valeu pontos para o campeonato.
3 Temporada em andamento.

#### 500 Milhas de Indianápolis
| Ano  | Chassi  | Motor     | Classificação | Resultado | Equipe          |
| ---- | ------- | --------- | ------------- | --------- | --------------- |
| 2003 | Dallara | Chevrolet | 26º           | 12º       | Menard          |
| 2004 | G-Force | Honda     | 7º            | 6º        | Rahal Letterman |
| 2005 | Panoz   | Honda     | 7º            | 2º        | Rahal Letterman |
| 2006 | Dallara | Honda     | 6º            | 10º       | Panther         |
| 2007 | Dallara | Honda     | 19º           | 10º       | Panther         |
| 2008 | Dallara | Honda     | 8º            | 2º        | Panther         |
| 2009 | Dallara | Honda     | 14º           | 21º       | Foyt            |
| 2010 | Dallara | Honda     | 30º           | 27º       | Foyt            |
| 2011 | Dallara | Honda     | 11º           | 15º       | Foyt            |